# Singolativo
Il numero singolativo e il numero collettivo sono termini utilizzati quando il numero grammaticale per più elementi è la forma non contrassegnata di un sostantivo e il sostantivo è contrassegnato in modo speciale per indicare un singolo elemento.
Questo è l'opposto del più comune modello singolare-plurale, in cui un sostantivo non è contrassegnato quando rappresenta un elemento ed è contrassegnato per rappresentare più di un elemento.
In alcuni casi, viene fatta un'ulteriore distinzione tra il collettivo e ciò che è noto in alcune terminologie come il plurativo, il primo che fa riferimento a più elementi come una classe, il secondo che li fa riferimento come unità individuali.

## Esempi

### Gallese
La lingua gallese ha due sistemi di numeri grammaticali, singolare-plurale e collettivo-singolare. Dalla perdita del sistema di inflessione sostantivale del celtico antico, i plurali sono diventati imprevedibili e possono essere formati in diversi modi: aggiungendo un suffisso alla fine della parola (più comunemente -au), come in tad "padre" e tadau "padri", attraverso la mutazione delle vocali, come in bachgen "ragazzo" e bechgyn "ragazzi", o attraverso una combinazione dei due, come in chwaer "sorella" e chwiorydd "sorelle".
Altri sostantivi prendono il singulative suffissi -yn (per nomi maschili) o -en (per nomi femminili). La maggior parte dei nomi che flettono secondo questo sistema designano oggetti che si trovano frequentemente in gruppi, ad esempio adar "uccelli/gregge di uccelli", aderyn "uccello"; mefus "un letto di fragole", mefusen "una fragola"; plant "bambini", in plentyn "un bambino"; e coed "foresta", coeden "un albero".

## Confronto con i nomi di massa
Una forma collettiva come il gallese moch, "maiali", è più elementare della forma singolare mochyn, "un maiale". 
È generalmente la forma collettiva che viene usata come modificatore aggettivale, per esempio cig moch ("carne di maiale"). La forma collettiva è quindi simile per molti aspetti a un sostantivo di massa inglese come "riso", che di fatto si riferisce a un insieme di elementi che sono logicamente conteggiabili. 

## Plurativo
In alcuni casi, oltre alle forme collettiva e singolativa, si distingue dalla collettiva una terza forma, chiamata plurativa nella terminologia di alcuni studiosi. La forma collettiva, in questi casi, denota più elementi come una classe mentre il plurativo li denota come individui. 
Esempio: in arabo, per samak, "pesce":
- samak, forma collettiva, pesce in generale
- samak-at, singolativo, un singolo pesce
- ʔasmaak, plurativo, come in "molti pesci" o "tre pesci"